# Befehlsdekodierung
Befehlsdekodierung bezeichnet den Vorgang, in dem der Prozessor die Maschinenbefehle in ihre Bestandteile zerlegt.
Maschinenbefehle der Von-Neumann-Architektur bestehen aus verschiedenen Teilen. Die Befehlskodierung bezeichnet die zweite Phase im Von-Neumann-Zyklus. Hier wird der Befehl in seine einzelnen Bestandteile zerlegt, so dass sich die einzelnen Teile in späteren Phasen ihren Funktionen entsprechend weiterverarbeiten lassen.
Wie sich der Befehl genau zusammensetzt ist architekturabhängig (siehe Rechnerarchitektur). Mit dem OpCode (dem Steuersignal) beispielsweise, der an das Steuerwerk angelegt wird, wird bestimmt, welche Operation der Prozessor in der folgenden Ausführungsphase ausführt. Die Adressen der Register werden an die ALU angelegt, so dass das Rechenwerk im nächsten Takt bzw. der nächsten Stufe darauf arbeiten kann. Auch gibt es Architekturen wie z. B. die MIPS-Architektur, die nochmals einen vom OpCode separaten Teil im Maschinenbefehl enthalten, der ggf. die ALU ansteuert.